# 7261 Йокотакео
7261 Йокотакео (7261 Yokootakeo) — астероїд головного поясу, відкритий 14 квітня 1994 року.
Тіссеранів параметр щодо Юпітера — 3,335.
Названо на честь астронома Йоко Такео (яп. よこお・たけお(横尾武夫) йоко: такео).